# Dusona mixta
Dusona mixta là một loài tò vò trong họ Ichneumonidae.